# Robert Kościuk
Robert Kościuk (ur. 17 stycznia 1969 w Sławnie) – polski koszykarz, występujący na pozycji rozgrywającego, reprezentant Polski, multimedalista mistrzostw Polski, po zakończeniu kariery zawodniczej trener koszykarski, obecnie trener II-ligowego UKS-u Gimbasket Wrocław.
w 1997 zajął 7. miejsce, na EuroBaskecie w Barcelonie.
Obecnie zajmuje się pracą trenerską w sportowej szkole Gimbasket. Jest to szkoła jego autorstwa, której celem jest połączenie nauki z wyczynowym uprawianiem sportu.

## Osiągnięcia
Na podstawie, o ile nie zaznaczono inaczej.
Drużynowe
- Mistrz Polski (1993, 1994, 2000, 2001)
- Wicemistrz Polski (1987, 1988, 2004)
- Brązowy medalista mistrzostw Polski (1992)
- Zdobywca:
  - Pucharu Polski (2004)
  - Superpucharu Polski (2000)
- Finalista Pucharu Polski (1992)

Indywidualne
- Uczestnik meczu gwiazd:
  - PLK (1994, 1996 – Poznań, 1996 – Sopot, 1998)
  - Polska vs. gwiazdy PLK (1997 – Sopot, 1997 – Ruda Śląska, 2000)

Reprezentacja
- Uczestnik:
  - mistrzostw Europy (1997 – 7. miejsce)
  - kwalifikacji do Eurobasketu (1995, 1997, 1999, 2001)